# Elsbethen
Elsbethen é um município da Áustria, situado no distrito de Salzburg-Umgebung, no estado de Salzburgo. Tem 23,96 km² de área e sua população em 2019 foi estimada em 5.452 habitantes.